# Raymond De Corte
Raymond Decorte o Decorte (Waarschoot, 17 de març de 1898 - Waarschoot, 30 de març de 1972) va ser un ciclista belga que fou professional entre 1924 i 1934. Els seus èxits esportius més destacats foren dues victòries d'etapa aconseguides al Tour de França de 1927. El seu fill Roger també fou ciclista professional.

## Palmarès
- 1927
  - 1r a la París-Rennes
  - Vencedor de 2 etapes al Tour de França
- 1928
  - Vencedor d'una etapa a la Volta a Bèlgica
- 1931
  - 1r a Kruishoutem
- 1933
  - 1r a Stad Kortrijk

### Resultats al Tour de França
- 1925. Abandona (4a etapa)
- 1926. Abandona (14a etapa)
- 1927. 11è de la classificació general. Vencedor de 2 etapes
- 1928. 24è de la classificació general
- 1929. Abandona (7a etapa)